# Fuzzy Logic
| Recensione | Giudizio |
| ---------- | -------- |
| AllMusic   |          |

Fuzzy Logic è il primo album discografico in studio del gruppo musicale gallese Super Furry Animals, pubblicato nel 1996.

## Il disco
L'album è stato registrato presso i Rockfield Studios nel Monmouthshire.
Ben quattro sono stati i brani estratti dal disco e pubblicati come singoli nel corso del 1996: Hometown Unicorn (febbraio), God! Show Me Magic (aprile), Something 4 the Weekend (luglio) e If You Don't Want Me to Destroy You (settembre).
L'album ha raggiunto la posizione nº 23 della Official Albums Chart.
Il disco ha inoltre ricevuto ottimi consensi da parte della critica. Nel 2005 è stato inserito nel libro 1001 Albums You Must Hear Before You Die.
Nel 2005 è stato ripubblicato dal gruppo con l'aggiunta di un CD bonus contenente cinque tracce registrate nello stesso periodo in cui è stato registrato l'album originale.

## Tracce
1. God! Show Me Magic – 1:50
2. Fuzzy Birds – 2:27
3. Something 4 the Weekend – 2:34
4. Frisbee – 2:21
5. Hometown Unicorn – 3:33
6. Gathering Moss – 3:22
7. If You Don't Want Me to Destroy You – 3:17
8. Bad Behaviour – 4:26
9. Mario Man – 4:07
10. Hangin' with Howard Marks – 4:20
11. Long Gone – 5:20
12. For Now and Ever – 3:32

CD aggiuntivo (2005)
1. Organ yn Dy Geg – 2:56
2. Crys Ti – 1:56
3. Lazy Life (Of No Fixed Identity) – 2:15
4. Death by Melody – 2:32
5. Waiting to Happen – 2:34

## Formazione
- Gruff Rhys - voce, chitarre
- Dafydd Ieuan - batteria, percussioni, voce, piano
- Cian Ciaran - tastiere
- Guto Pryce - basso, hammond
- Huw Bunford - chitarre, voce, e-bow, violoncello